# ألبو بالي (ديالى)
ألبو بالي قرية في شمال شرق مركز قضاء الخالص في محافظة ديالى شمال شرق محافظة بغداد.

## مجزرة ألبو بالي

مجلس الوزراء العراقي يوم 21 كانون الأول مناقشين لما حدث في البو بالي

في يوم 18 كانون الأول سنة 2022 نصبَ مسلّحون كميناً في قرية ألبو بالي في محافظة ديالى، فقتلوا 8 أشخاص، وجرحوا أربعة، وبعد يومين أدان أعضاء مجلس الأمن بأشد العبارات الهجمات الإرهابية الجبانة بالقرب من كركوك والبو بالي، وشدّد المجلس على ضرورة محاسبة مرتكبي هذه الأعمال الإرهابية المشينة ومنظميها ومموليها ورعاتها وتقديمهم إلى العدالة.